# Antonio López Gibaja
La ganadería de D. Antonio López Gibaja es una ganadería brava española, cuyo origen está en la ganadería de El Álamo, y que nació como resultado de la partición de esa ganadería. Las reses pastan actualmente en la finca extremeña de “Los Baldíos”, situada en el término municipal de Oliva de Plasencia, en la provincia de Cáceres; está inscrita en la Unión de Criadores de Toros de Lidia.
El hierro está formado con las letras “A” y “L”, en referencia al nombre y primer apellido del ganadero; los colores de la divisa son los que conforman la bandera de España, rojo y gualdo.

## Historia de la ganadería
En 1984, Manuel Hurtado, Modesto Bargueño y Luis Arquillos crean con 70 vacas y 2 sementales de la ganadería de los Herederos de Carlos Núñez la ganadería de El Álamo. En 1987 la parte de Manuel Hurtado Navarro pasa a su hija Pilar, renombrándola con su nombre en 1993. Pilar Hurtado la vende en 1998 a Antonio López Gibaja; este le añade al ganado procedente de Carlos Núñez sementales del Marqués de Domecq y Jandilla, y en 2009 vacas y sementales de El Torero (Salvador Domecq), creando de esta manera su ganadería y haciéndose mayoritario el encaste de Juan Pedro Domecq, eliminando progresivamente los toros de sangre Núñez. Estuvo formada también con toros de esta sangre hasta 2014, cuando fueron lidiados por última vez en la tradicional corrida en honor a la patrona de Alicante, la Virgen del Remedio; los toros fueron estoqueados por Francisco José Palazón, Alejandro Esplá y Daniel Palencia.

### Toros célebres
- Marqués: lidiado por Ricardo Torres en la corrida concurso plaza de toros de La Misericordia de Zaragoza el 20 de abril de 2013, premiado como el mejor toro de esa corrida.[9][10]

## Características
La ganadería está formada con reses de Encaste Juan Pedro Domecq procedentes de El Torero en la línea de Salvador Domecq. Atienden en sus características zootécnicas a las que recoge como propias de este encaste el Ministerio del Interior:
- Toros elipométricos y eumétricos, más bien brevilíneos con perfiles rectos o subconvexos, con una línea dorso-lumbar recta o ligeramente ensillada; y la grupa, con frecuencia, angulosa y poco desarrollada y las extremidades cortas, sobre todo las manos, de radios óseos finos.
- Bajos de agujas, finos de piel y de proporciones armónicas, bien encornados, con desarrollo medio, y astifinos, pudiendo presentar encornaduras en gancho. El cuello es largo y descolgado, el morrillo bien desarrollado y la papada tiene un grado de desarrollo discreto.
- Sus pintas son negras, coloradas, castañas, tostadas y, ocasionalmente, jaboneras y ensabanadas, estas últimas por influencia de la casta Vazqueña. Entre los accidentales destaca la presencia del listón, chorreado, jirón, salpicado, burraco, gargantillo, ojo de perdiz, bociblanco y albardado, entre otros. Además, estos toros tienen procedencia de la línea Osborne, dentro del encaste Domecq, por lo que es habitual encontrar: pintas ensabanadas, con accidentales característicos como el mosqueado, botinero, bocinegro, etc.

Los toros que siguen la línea morfológica de Salvador Domecq son más bastos de tipo y presentan un mayor desarrollo óseo, a diferencia de los que siguen la línea de Juan Pedro Domecq, que presentan un tipo de toro mucho más fino.

## Premios y reconocimientos
- 2013: Trofeo “Ripamilán” por el toro Marqués, lidiado por Ricardo Torres en la tradicional corrida concurso de Zaragoza, estoqueada también por Juan Bautista y Rafael de Julia.[14][15][16]